# 飛騨荘川の里
飛騨荘川の里（ひだしょうかわのさと）は、岐阜県高山市にある博物館（野外博物館）。

## 概要
敷地内には、岐阜県重要文化財指定建造物1棟、高山市文化財4棟が移築保存されている。これらの旧所在地は旧・大野郡荘川村である。
合掌造りの建物もある。世界遺産の白川郷、五箇山の合掌造りが切妻屋根が特徴であるが、旧・荘川村の合掌造りは寄棟式入母屋造が特徴である。
敷地内には民俗資料館、野外ステージもある。野外ステージは毎年秋に開催される「ひだ荘川新そば祭り」と「ひだ荘川ふるさと祭り」の会場になる。
敷地は庄川沿いに位置する。

## 主な建造物
県重要文化財
- 旧三島家住宅

旧所在地は白川郷一色村（現・高山市荘川町一色）。寄棟式入母屋合掌造り。建築当初は茅葺であったが、板葺、さらに瓦葺になっている。1763年（宝暦13年）建築。
高山市文化財
- 旧宝蔵寺庫裏

旧所在地は白川郷新渕村（現・高山市荘川町新渕）。宝蔵寺の庫裏として建てられた寄棟式入母屋合掌造り（茅葺）。1809年（文化6年）建築。
- 旧山下家住宅

旧所在地は白川郷新渕村（現・高山市荘川町新渕）。名主の家として建てられた切妻2階建て。1868年（明治元年）建築。
- 旧木下家住宅

旧所在地は白川郷町屋村（現・高山市荘川町町屋）。寄棟式入母屋合掌造り。江戸時代末期の建築と推定されている。
- 旧渡辺家住宅

旧所在地は白川郷野々俣村（現・高山市荘川町野々俣）。寄棟式入母屋合掌造り。江戸時代末期の建築と推定されている。

## 所在地
- 岐阜県高山市荘川町新渕

## 営業時間・定休日・入場料
営業時間
- 10:00～16:00　（4月～11月）

定休日
- 木曜日
- 12月～3月の毎日

入場料
- 大人　400円
- 小人　200円

## 交通
自動車
- 東海北陸自動車道 荘川ICより約2km。

公共交通機関
- 濃飛バス牧戸線「荘川の里」バス停下車。
- 岐阜バス荘川八幡線「荘川の里」バス停下車。